# Commiphora wightii
Commiphora wightii, el guggul, mukul, goma de guggul también llamado árbol de mirra de mukul es una planta de la familia Burseraceae natural de Arabia y de India.

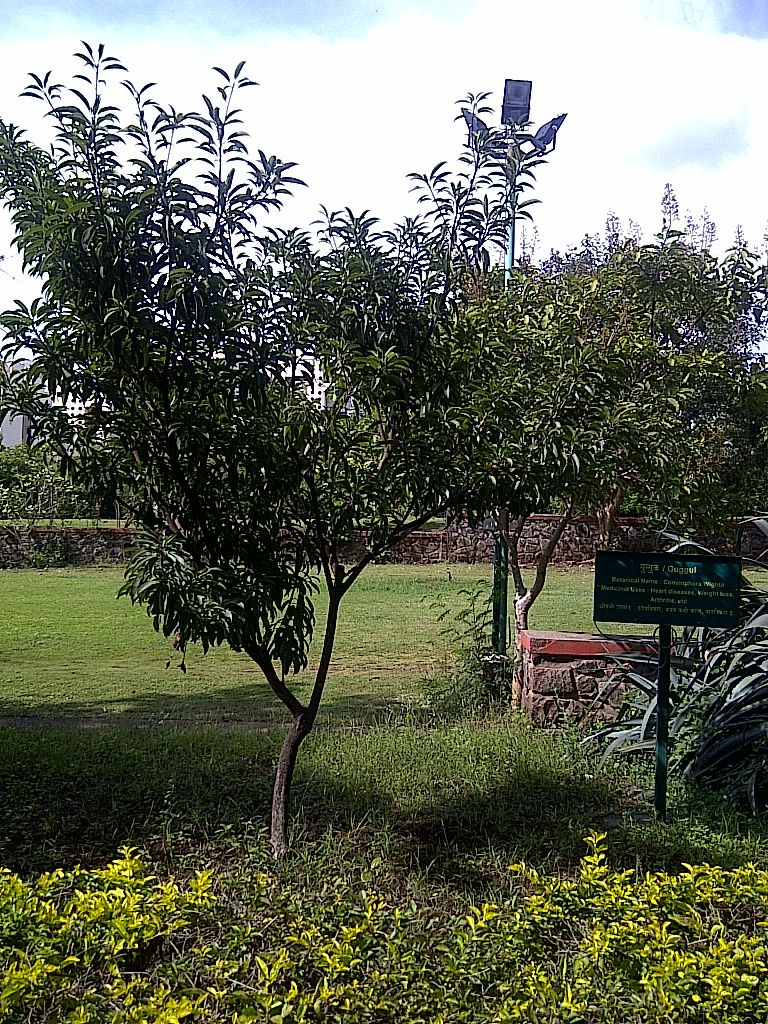
Detalle de la planta

## Descripción
Es un árbol espinoso que alcanza 2-3 metros de altura con muy poco follaje. Su corteza se desprende dejando al descubierto la albura. Cuando se hiere al tronco exuda una resina olorosa parecida a la mirra.

## Propiedades
- Reduce los niveles de colesterol.[1]
- Preventivo de la angina de pecho ya que reduce la agregación plaquetaria.

El principal beneficio del guggul es su capacidad para rebajar los niveles de lipoproteína de baja densidad, también conocida como LDL o colesterol malo. El extracto de guggul también previene la impotencia sexual masculina.

## Taxonomía
Commiphora wightii fue descrita por (Arn.) Bhandari y publicado en Bulletin of the Botanical Survey of India 6: 327. 1965.
Sinonimia
- Commiphora mukul Hook ex Stocks
- Commiphora roxburghii Stocks
- Balsamodendron mukul Hook ex Stocks
- Balsamodendron roxburghii Stocks
- Balsamodendron wightii Arn.